# Феськівська сільська рада (Золочівський район)
Фе́ськівська сільська́ ра́да — адміністративно-територіальна одиниця та орган місцевого самоврядування в Золочівському районі Харківської області. Адміністративний центр — село Феськи.

## Загальні відомості
- Територія ради: 55,79 км²
- Населення ради: 3 324 особи (станом на 2001 рік)
- Водоймища на території, підпорядкованій даній раді: річка Уди, Рогозянське водосховище.

## Населені пункти
Сільській раді підпорядковані населені пункти:
- с. Феськи
- с. Головашівка
- с. Високе
- с-ще Малі Феськи
- с. Маяк
- с-ще Першотравневе
- с. Чепелі

### Колишні населені пункти
- Кантемири
- Коробки

## Склад ради
Рада складається з 22 депутатів та голови.
- Голова ради: Глух Людмила Григорівна
- Секретар ради: Сорочинська Людмила Іванівна

### Керівний склад попередніх скликань
| Прізвище, ім'я, по батькові | Основні відомості                                                                                          | Дата обрання | Дата звільнення |
| --------------------------- | --- | ------------ | --------------- |
| Глух Людмила Григорівна     | Сільський голова, 1966 року народження, освіта незакінчена вища, член Народно-демократичної партії України | 26.03.2006   | 31.10.2010      |
| Глух Людмила Григорівна     | Сільський голова, 1966 року народження, освіта незакінчена вища, член Партії регіонів                      | 31.10.2010   |                 |

Примітка: таблиця складена за даними сайту Верховної Ради України

### Депутати
За результатами місцевих виборів 2010 року депутатами ради стали:

#### За суб'єктами висування
| Суб'єкт висування                                       | Кількість обраних депутатів | %    |
| ------------------------------------------------------- | --------------------------- | ---- |
| Партія регіонів                                         | 7                           | 31,8 |
| Самовисування                                           | 7                           | 31,8 |
| Народна партія                                          | 5                           | 22,7 |
| Політична партія Всеукраїнське об'єднання «Батьківщина» | 2                           | 9,1  |
| Комуністична партія України                             | 1                           | 4,5  |

#### За округами
| № округу                                                | Прізвище, ім'я, по батькові     | Дата визнання обраним | Освіта             | Партійна приналежність                        | Відомості про обраного депутата                                    |
| ------------------------------------------------------- | ------------------------------- | --------------------- | ------------------ | --------------------------------------------- | ------------------------------------------------------------------ |
| Комуністична партія України                             |                                 |                       |                    |                                               |                                                                    |
| 1                                                       | Коверя Анастасія Кузьмівна      | 01.11.2010            | середня            | позапартійна                                  | пенсіонер                                                          |
| Народна Партія                                          |                                 |                       |                    |                                               |                                                                    |
| 5                                                       | Гушпет Олена Миколаївна         | 01.11.2010            | середня спеціальна | позапартійна                                  | Феськівськасільська рада, спеціаліст                               |
| 9                                                       | Сівцова Валентина Миколаївна    | 01.11.2010            | середня спеціальна | позапартійна                                  | приватний підприємець                                              |
| 16                                                      | Мушин Степан Данилович          | 01.11.2010            | середня            | член Народної партії                          | ФОППриходько, робітник                                             |
| 21                                                      | Рябовол Марія Василівна         | 01.11.2010            | незакінчена вища   | член Народної партії                          | Феськівська загальноосвітня школа, вчитель                         |
| 22                                                      | Вошев Сергій Іванович           | 01.11.2010            | середня спеціальна | член Народної партії                          | Золочівська ЕДКраснокутського МУВГ, доглядач гідротехнічних споруд |
| Партія регіонів                                         |                                 |                       |                    |                                               |                                                                    |
| 2                                                       | Мірошниченко Людмила Федорівна  | 01.11.2010            | середня спеціальна | позапартійна                                  | Феськівська сільська рада, спеціаліст                              |
| 4                                                       | Лавріненко Наталія Петрівна     | 01.11.2010            | вища               | позапартійна                                  | Пролетарський СБК, директор                                        |
| 10                                                      | Гребельна Валентина Леонтіївна  | 01.11.2010            | середня            | позапартійна                                  | пенсіонер                                                          |
| 12                                                      | Мірошниченко Михайло Іванович   | 01.11.2010            | середня спеціальна | член Партії регіонів                          | КП Харківкомуночиствд", механік                                    |
| 13                                                      | Кондратенко Валентина Іванівна  | 01.11.2010            | середня            | позапартійна                                  | приватний підприємець                                              |
| 15                                                      | Шишлаков Микола Васильович      | 01.11.2010            | середня            | позапартійний                                 | пенсіонер                                                          |
| 18                                                      | Ветрова Наталія Володимирівна   | 01.11.2010            | вища               | член Партії регіонів                          | Феськівська загальноосвітня школа, директор                        |
| Політична партія Всеукраїнське об'єднання «Батьківщина» |                                 |                       |                    |                                               |                                                                    |
| 3                                                       | Лавріненко Марина Олександрівна | 01.11.2010            | вища               | член Всеукраїнського об'єднання «Батьківщина» | Золочівська загальноосвітня школа № 3, психолог                    |
| 6                                                       | Рудик Олена Вікторівна          | 01.11.2010            | вища               | член Всеукраїнського об'єднання «Батьківщина» | ДНЗс. Феськи, вихователь                                           |
| Самовисування                                           |                                 |                       |                    |                                               |                                                                    |
| 7                                                       | Рудік Тетяна Михайлівна         | 01.11.2010            | середня спеціальна | позапартійна                                  | Золочівська ЕДКраснокутського МУВГ, начальник                      |
| 8                                                       | Некрасова Наталія Володимирівна | 08.11.2010            | середня спеціальна | позапартійна                                  | Феськівський фельдшерсько-акушерський пункт, фельдшер              |
| 11                                                      | Макар Федір Михайлович          | 01.11.2010            | середня            | позапартійний                                 | пенсіонер                                                          |
| 14                                                      | Собина Світлана Петрівна        | 01.11.2010            | середня            | позапартійна                                  | пенсіонер                                                          |
| 17                                                      | Черненко Роман Олександрович    | 01.11.2010            | середня            | позапартійний                                 | ВАТ Харківгаз, пічник                                              |
| 19                                                      | Бочарнікова Олена Іванівна      | 01.11.2010            | вища               | позапартійна                                  | Золочівський РЦЗ, нач.відділу                                      |
| 20                                                      | Сорочинська Людмила Іванівна    | 01.11.2010            | вища               | позапартійна                                  | Феськівьськасільськарада, секретар                                 |